# Hyponerita carinaria
Hyponerita carinaria là một loài bướm đêm thuộc phân họ Arctiinae, họ Erebidae.